# Eumorphus minor
Eumorphus minor es una especie de coleóptero de la familia Endomychidae.

## Distribución geográfica
Habita en Sumatra, Birmania, Tailandia,  Singapur y en el norte de Borneo.